# Корјаку
Корјаку (康暦) је јапанска ера (ненко) Северног двора током првог раздобља Муромачи периода, познатог још и као Нанбокучо период. Настала је после Еива и пре Еитоку ере. Временски је трајала од марта 1379. до фебруара 1381. године. Владајући монарх у Кјоту био је цар Го-Енју а у Јужном двору у Јошину цар Чокеи.
У исто време на југу текла је ера Тенџу (1375–1381).

## Важнији догађаји Корјаку ере
- 1379. (Корјаку 2): Шиба Јошимаса постаје „Канреи“.[4]
- 1380. (Корјаку 3): Кусуноки Масанори придружује се цару Го Камејами.[4]
- July 26, 1380. (Корјаку 2, двадесетчетврти дан шестог месеца):Бивши цар Комјо умире у 60 години живота.[5]